# Mucoràcies
Les mucoràcies (Mucoraceae) són una família de fongs de l'ordre dels mucorals (Mucorales) caracteritzada per tenir el tal·lus no segmentat o ramificat. Els gèneres patògens inclouen Absidia, Apophysomyces, Mucor, Rhizomucor, i Rhizopus. S'estima que tenen 25 gèneres i 129 espècies.

## Gèneres
- Absidia
- Actinomucor
- Backusella
- Benjaminiella
- Chaetocladium
- Circinella
- Cokeromyces
- Dicranophora
- Ellisomyces
- Helicostylum
- Hyphomucor
- Kirkomyces
- Mucor
- Parasitella
- Pilaira
- Pilophora
- Pirella
- Rhizomucor
- Rhizopodopsis
- Rhizopus
- Sporodiniella
- Syzygites
- Thamnidium
- Thermomucor
- Zygorhynchus